# Campylaspis rostellata
Campylaspis rostellata är en kräftdjursart som beskrevs av Jones 1974. Campylaspis rostellata ingår i släktet Campylaspis och familjen Nannastacidae. Inga underarter finns listade i Catalogue of Life.